# Mixamo
 (novembre 2014).
Mixamo est une société informatique spécialisée dans l'infographie tridimensionnelle, basée à San Francisco et issue du laboratoire Biomotion de l'université Stanford.
Cette société développe et commercialise des technologies de modélisation, de rigging et d'animation 3D spécifiquement centrées sur les personnages humains.

## Historique
Mixamo a été fondée en 2008, comme scission du laboratoire de Biomotion de l'université de Stanford et a lancé son premier service en ligne de création de personnages 3D en 2009,
Puis vinrent un service de rigging en 2011, le logiciel Face Plus pour la capture en temps réel de mouvement facial et l’animation faciale 3D pour le moteur de jeu Unity, et le logiciel de création de personnage 3D Fuse en 2013 . Mixamo a été racheté par Adobe Systems le 1er juin 2015.

## Produits et services

### Service de création et animation de personnages 3D
L'offre de service en ligne de création de personnage en 3D comprend le téléchargement de modèles (parmi plusieurs milliers), et d'animations applicables à ceux-ci, créées par capture de mouvement.

### Service de Rigging
L'offre comprend un outil de rigging automatisé: AutoRigger.
The AutoRigger utilise l'apprentissage automatique pour améliorer son positionnement du squelette (rigging) et le calcul des poids.

### Real-time facial animation

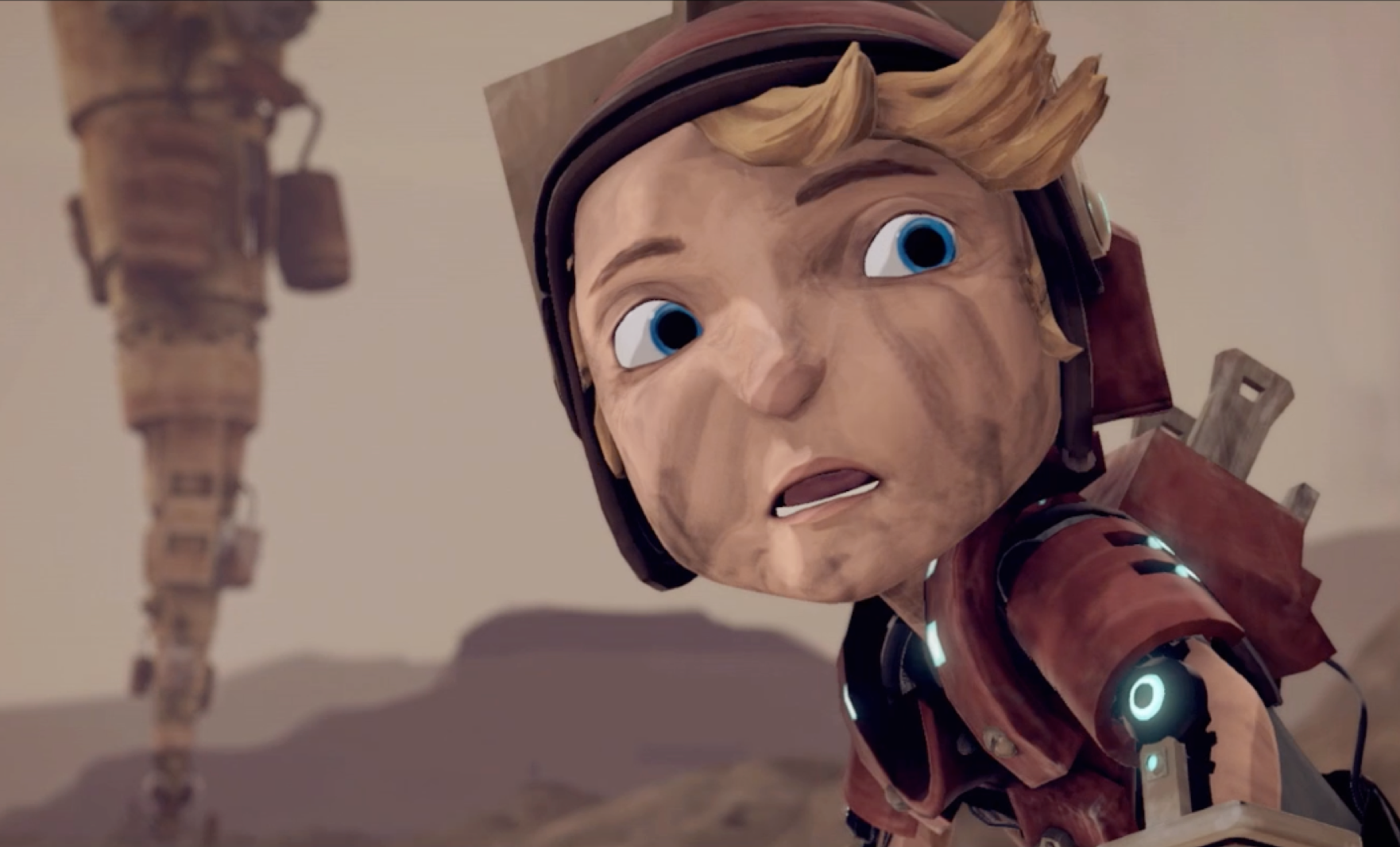
Capture d'écran issue du clip "Unplugged" illustrant Face Plus.

Face Plus, sorti en 2013, permet de capturer les expressions d'un utilisateur via une webcam, et d'appliquer celles-ci à un personnage modèle du moteur de jeu Unity, le tout en temps réel.
La technologie a été développée en collaboration avec AMD.

### Fuse
Fuse, sorti en Mars 2014, est un logiciel de création de personnage 3D développé en collaboration avec l'université de Stanford.
Les personnages peuvent être exportés au format obj.

## voir aussi
Liste de logiciels de modélisation 3D